# Svart extas
Svart extas (originaltitel: Cabin in the Sky) är en amerikansk musikalfilm från 1943 i regi av Vincente Minnelli. Filmen hade svensk premiär den 29 januari 1944. Filmen blev nominerad till en Oscar för bästa sång.
Alla roller i filmen spelas av svarta skådespelare, något som var unikt när filmen gjordes.

## Rollista i urval
- Ethel Waters - Petunia Jackson
- Eddie "Rochester" Anderson - Little Joe Jackson
- Lena Horne - Georgia Brown
- Louis Armstrong - trumpetaren
- Rex Ingram - Lucius / Lucifer Jr.
- Kenneth Spencer - Generalen / Pastor Green
- John William Sublett - Domino Johnson
- Oscar Polk - diakonen / Fleetfoot
- Mantan Moreland - First Idea Man
- Willie Best - Second Idea Man
- Butterfly McQueen - Lily